# Гирнік (комуна)
Гирнік (рум. Gârnic) — комуна у повіті Караш-Северін в Румунії. До складу комуни входять такі села (дані про населення за 2002 рік):
- Гирнік (524 особи)
- Падіна-Матей (1009 осіб)

Комуна розташована на відстані 342 км на захід від Бухареста, 61 км на південь від Решиці, 120 км на південь від Тімішоари.

## Населення
За даними перепису населення 2002 року у комуні проживали 1533 особи.
Національний склад населення комуни:
| Національність | Кількість осіб | Відсоток |
| -------------- | -------------- | -------- |
| румуни         | 1020           | 66,5%    |
| чехи           | 513            | 33,5%    |

Рідною мовою назвали:
| Мова      | Кількість осіб | Відсоток |
| --------- | -------------- | -------- |
| румунська | 1020           | 66,5%    |
| чеська    | 513            | 33,5%    |

Склад населення комуни за віросповіданням:
| Релігія       | Кількість осіб | Відсоток |
| ------------- | -------------- | -------- |
| православні   | 889            | 58,0%    |
| римо-католики | 515            | 33,6%    |
| баптисти      | 129            | 8,4%     |